# Chiesa di San Domenico (Atessa)
La chiesa di San Domenico, detta anche  "del Santissimo  Rosario", sorge nella parte antica di Atessa, nel quartiere Santa Croce,  affacciata su piazza Municipio (ex largo San Domenico). Accanto alla chiesa si affacciava il convento di San Domenico, in gran parte ristrutturato nel XIX secolo, divenendo sede municipale e teatro pubblico di Atessa.

## Storia
Atti notarili risalenti al 1313 attestano la fondazione della chiesa nel 1275.
Da documenti citati dallo storico locale Bartoletti si hanno notizie di lavori importati eseguiti alla chiesa nel 1556.
Agli inizi del Seicento fu rifatto il soffitto alle navate laterali, mentre i lavori alla facciata si protrassero fino al 1664.
Lo stesso anno (1664) ad opera di Fra' Antonio Coccia fu realizzato il portale, come documentato dall'iscrizione incisa sulla trabeazione.
La chiesa e il monastero ospitavano la Congregazione del Santissimo Rosario, che nel 1857 fece rifare l'altare privilegiato. Cpn le varie soppressioni francesi e piemontesi, il monastero fu adibito a vari usi, un'ampia parte ancira oggi ospita il municipio. Negli anni '20 del Novecento fu costruito il teatro comunale che sarà dedicato al locale compositori Antonio Di Jorio (1890-1981).

## Descrizione

### Esterno
L'edificio presenta un prospetto laterizio. Il portale presenta 2 colonne scanalate per lato che poggiano su un alto basamento di pietra che reggono il frontone e inquadrano l'apertura ad arco a tutto sesto.
Nel settore centrale inoltre vi è presente la facciata realizzata con laterizi e pietre che si conclude con una terminazione a capanna e priva di decorazioni architettoniche con al centro una vetrata a semicerchio.
I settori laterali presenta due nicchie.
Il campanile a vela di epoca novecentesca è posto sul lato sinistro retrostante e ha 3 campane. La chiesa sul lato orientale delle mura mostra corposi pilastri e contrafforti per sorreggere la struttura.

### Interno
La chiesa presenta 3 navate, la cui navata centrale termina con l'abside.
Gli interni sono realizzati in stile tardo-barocco. Le navate interne sono divise da serie di archi a tutto sesto. Un altro impressionante arco che poggia si due pilastri divide la navata centrale dall'abside. Sul soffitto dell'abside si trovano affreschi raffiguranti i 4 evangelisti. Altri affreschi piuttosto danneggiati si trovano sulle volte della navata centrale, illustrano la Morte della Vergine, l'Assunzione e la Pentecoste. Sono attribuibili al pittore e scultore Giacomo Falcucci di Atessa. Altri affreschi con scene della Vita di Gesù, sono posti sulla fascia orizzontale che sovrasta i pilastri della navata maggiore.
Il presbiterio si trova rialzato di due gradini ed è chiuso da una balaustra in marmo. Al centro della parete absidale vi si trova l'altare maggiore in stile tardo-barocco. La nicchia centrale ospita la statua della Vergine del Rosario opera di Giacomo Falcucci.  Lo stesso realizzò una statua di Santa Lucia, e San Luigi Gonzaga.
Nelle navate laterali vi si trovano sei altari minori sotto dei quadri. Pressi la navata di sinistra si trovano una nicchia con la statua di San Domenico abate, l'altare privilegiato del Rosario Co tabernacolo monumentale in scagliola e una tela di Giacomo Falcucci che illustra i Misteri del Rosario; infine un altare con la tela di San Rocco.
Presso la navata laterale destra c'è un monumentale fonte battesimale in pietra lavorata, l'altare di Santa Giusta compatrona di Atessa con una tela della cerchia di Francesco Paolo Marchiani di Ortona, e l'altare privilegiato con una Sacra Icona della Madonna col Bambino, incassata in un bassorilievo in pietra policroma con 4 angeli che sorreggono l'Icona e una scena agreste che illustra una veduta di Atessa nel XVIII sec.
Il pavimento in pietra ospita delle tombe di alcuni importanti membri dei casati atessani.

## Stato di conservazione
La chiesa presenta uno stato di conservazione pessimo causato dalle infiltrazioni dell'acqua piovana e dal mancato restauro. Gli affreschi del soffitto della navata centrale presentano una notevole crepa e grandi cancellature. L'intonaco per la maggioranza è caduto.

## Galleria d'immagini

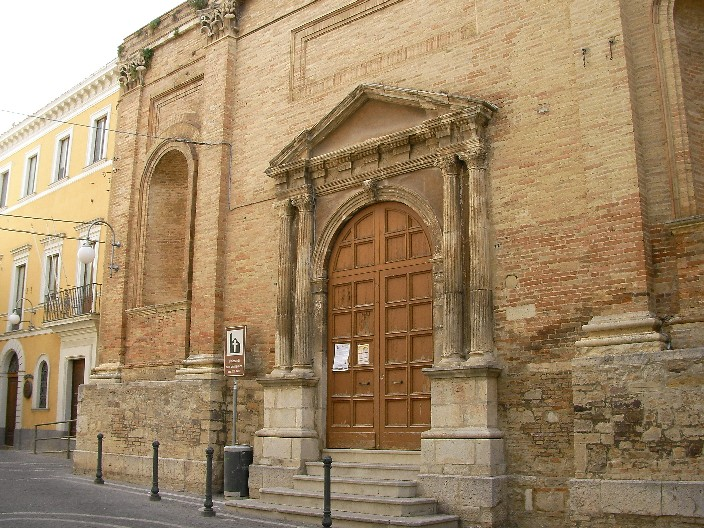
Il portale
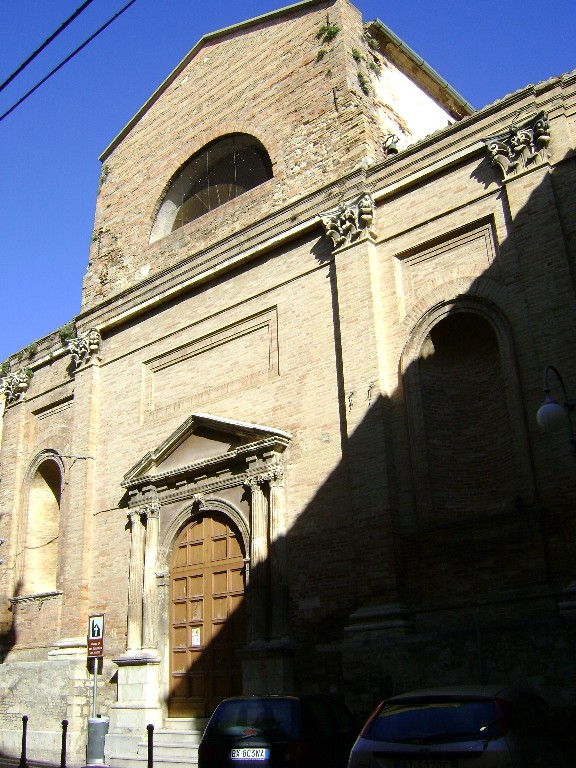
La facciata
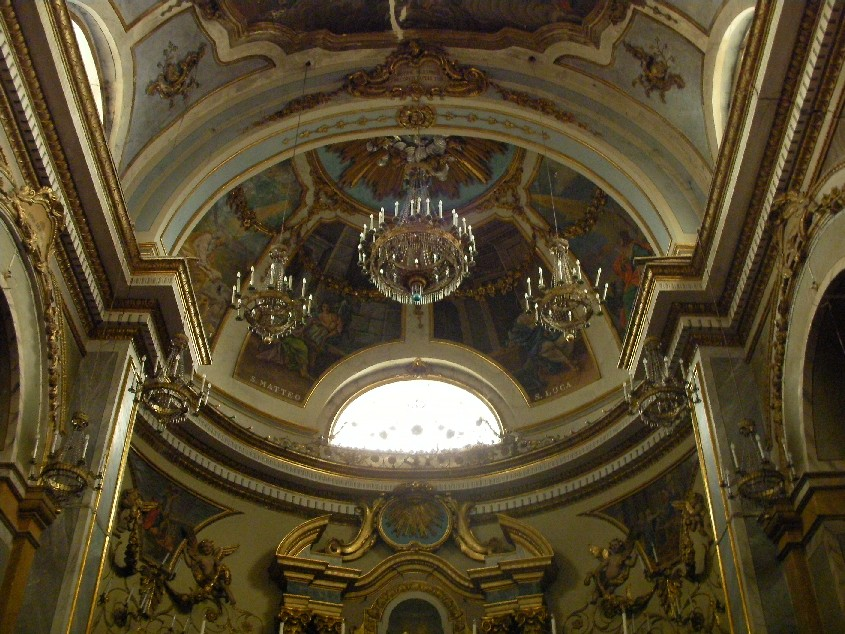
Il soffitto dell'abside
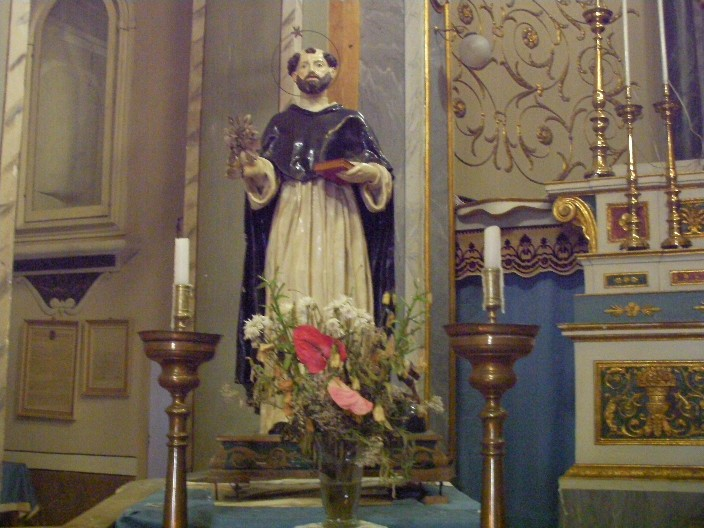
La statua di San Domenico